# Scituate, Massachusetts
Scituate är en kustnära stad i Plymouth County i Massachusetts, USA. Staden ligger halvvägs mellan Boston och Plymouth. Staden hade 18 133 invånare enligt 2010 års befolkningsräkning.

## Historia

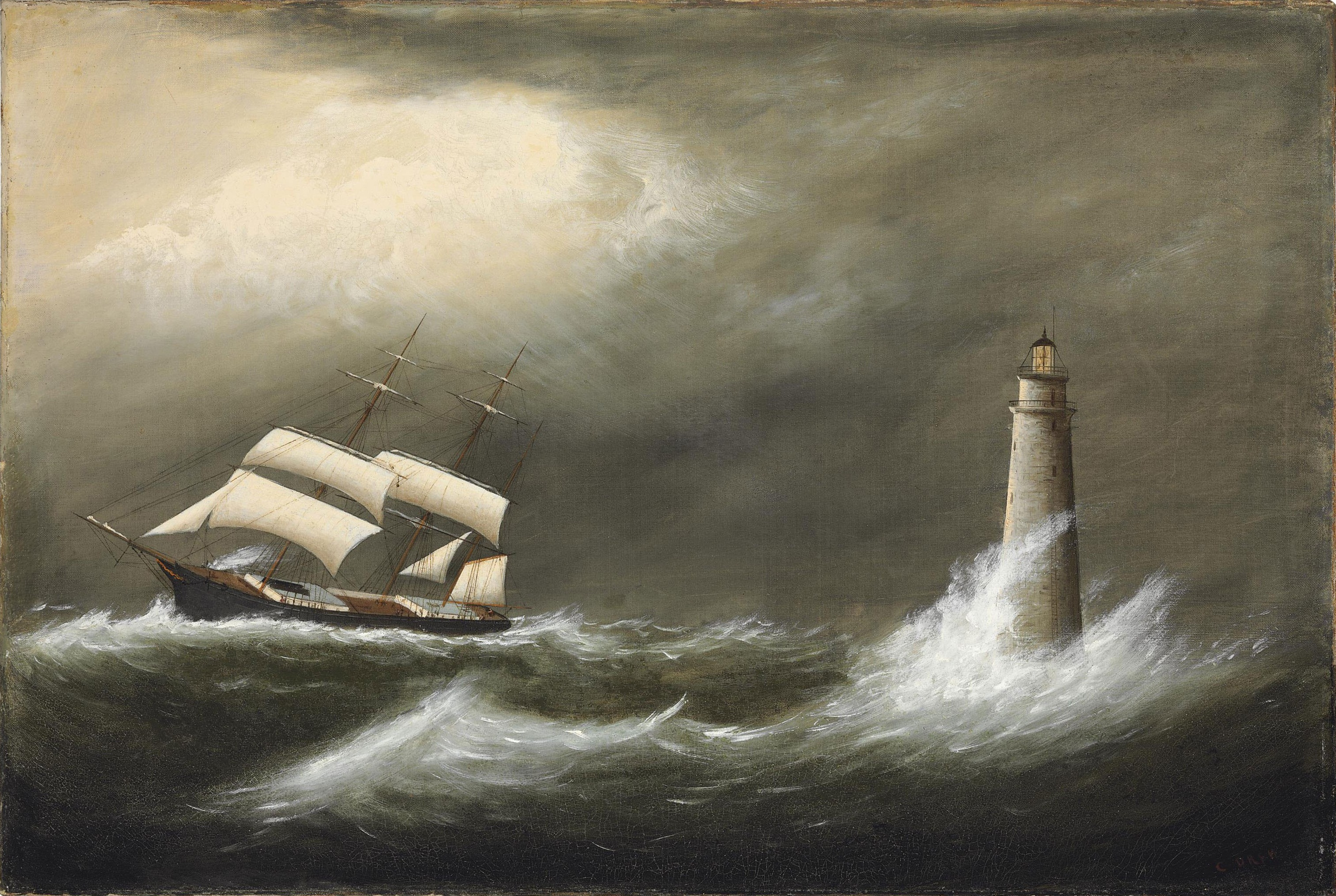
Ett skepp som passerar Scituate under storm. Målning av Clement Drew (1806 - 1889)

Området som idag är Scituate bosattes av en grupp immigranter ifrån grevskapet Kent i England 1627. Orten var en del av staden Plymouth fram tills 5 oktober 1636 då staden fick eget självbestämmande inom Plymouthkolonin. Namnet Scituate tros härstamma ifrån satuit som var Wampanoagafolkets ord för kall bäck, vilket kan härledas till att en bäck rinner vid stadens hamn. År 1710 emigrerade flera invånare till Rhode Island och grundlade staden Scituate vars namn kommer ifrån deras tidigare hemstad.  
Under Kung Philips krig 1676 förstördes här tolv hem och ett sågverk.
1717 inkorporerades västra delen av Scituate till Hanover västerut, och 1788 separerades ytterligare mark som då gick till Marshfield i söder. År 1849 blev västra delen av Scituate en egen stad med namn South Scituate men som idag heter Norwell. Sedan dess har städernas gränser varit oförändrade.
Fiske var en viktig del av stadens ekonomi och tillväxt, så var även Karragentångsindustrin. Även fram tills idag livnär sig folk i Scituate på fisket, dock så dess betydelse för Scituate minskat. Även skeppsbygge och jordbruk var viktig för orten.
1810 uppfördes en fyr i norra delen av Scituates hamn. Fyren är idag känd som Old Scituate Light. Under 1812 års krig avskräcktes ett brittiskt fartyg från att plundra kusten efter att de två döttrarna till fyrvaktaren spelat flöjt och trummor. Denna händelse är känd som  'American Army of Two eller 'Lighthouse Army of Two'.
Stadens tillväxt var tämligen stabil under lång tid men vid järnvägens tillkomst 1871 och införande av automobiler fick invånartalet att öka markant. År 1900 låg befolkningen på 2 000 invånare och 60 år senare låg den på 12 000.

## Galleri

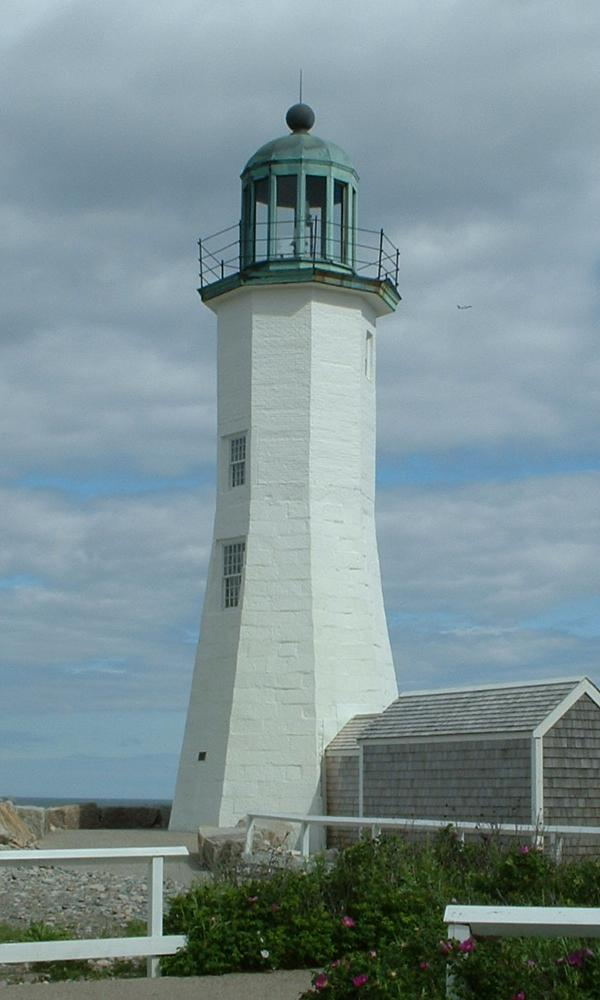
Fyren i Scituate
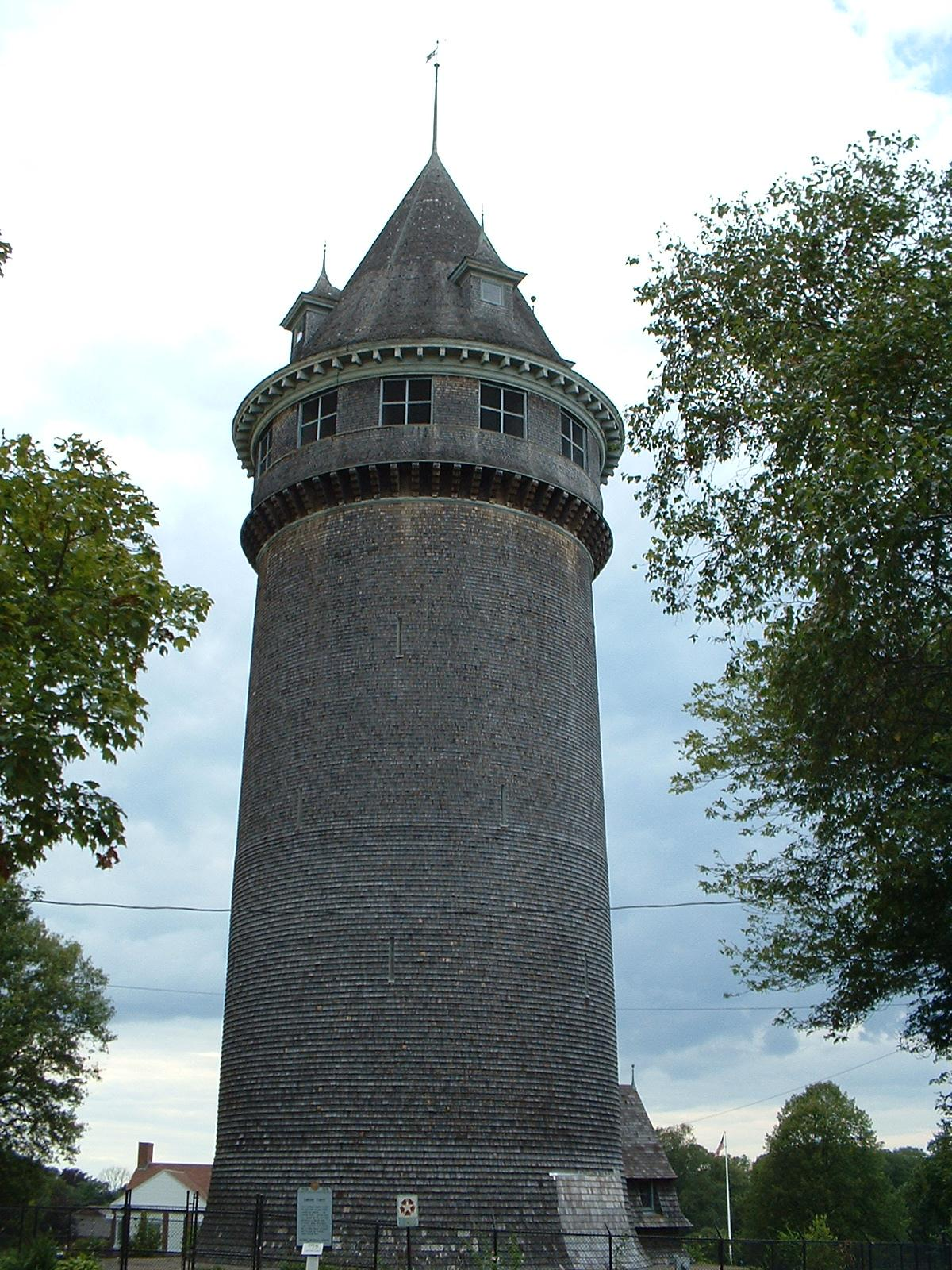
Lawson Tower
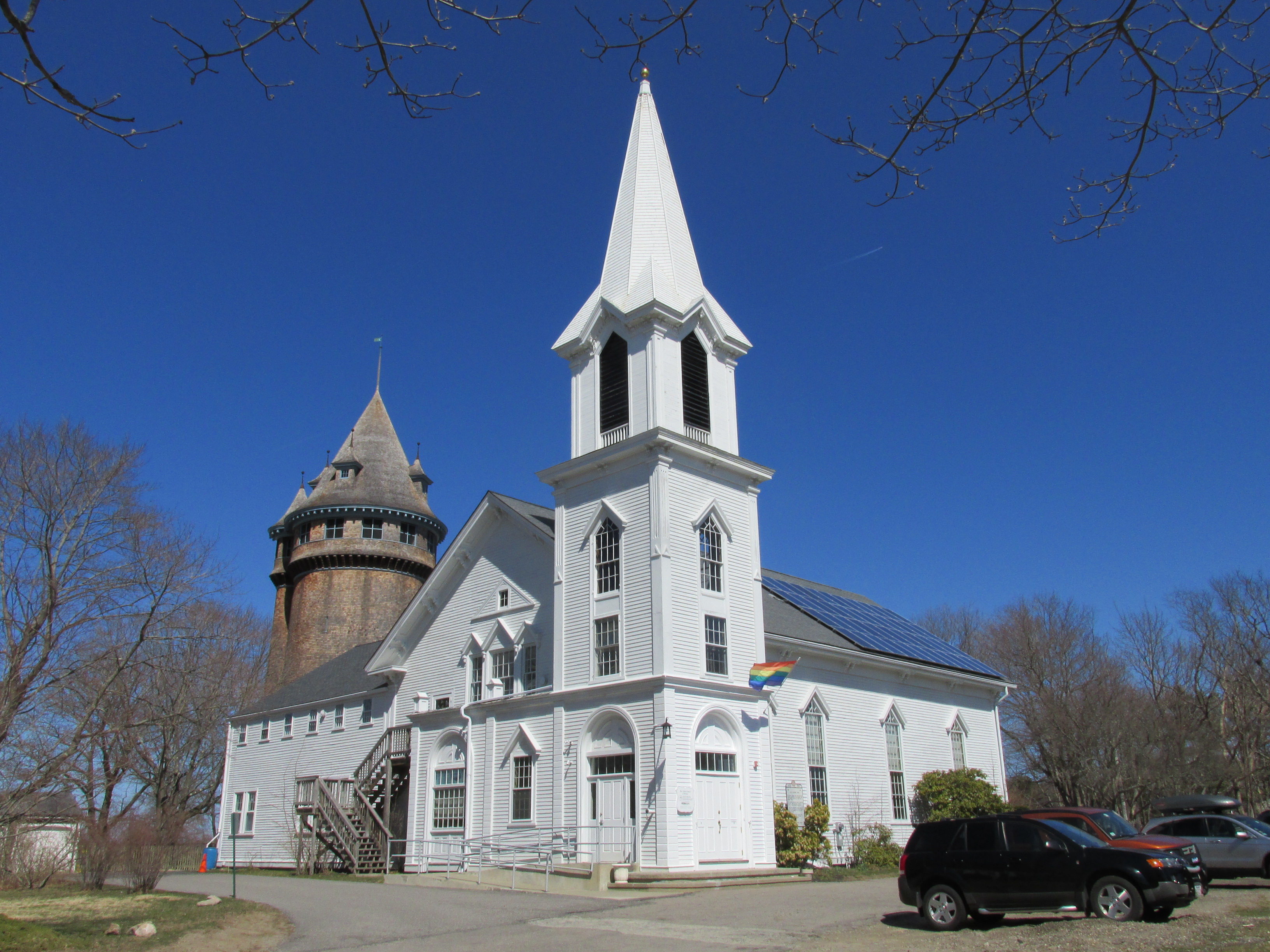
En universalistisk kyrka i Scituate med Lawson Tower i bakgrunden
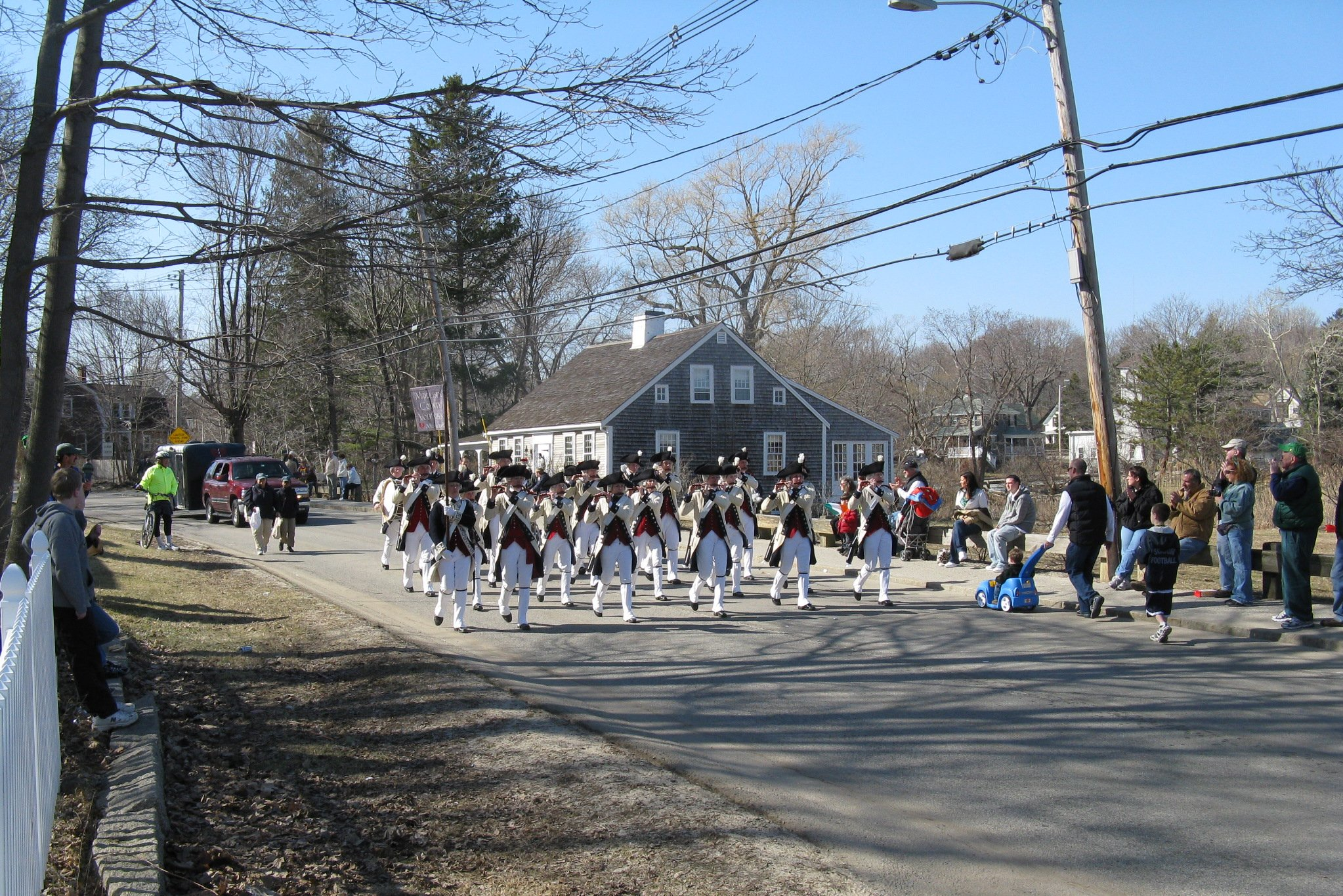
St. Patrick Day's firande i Scituate
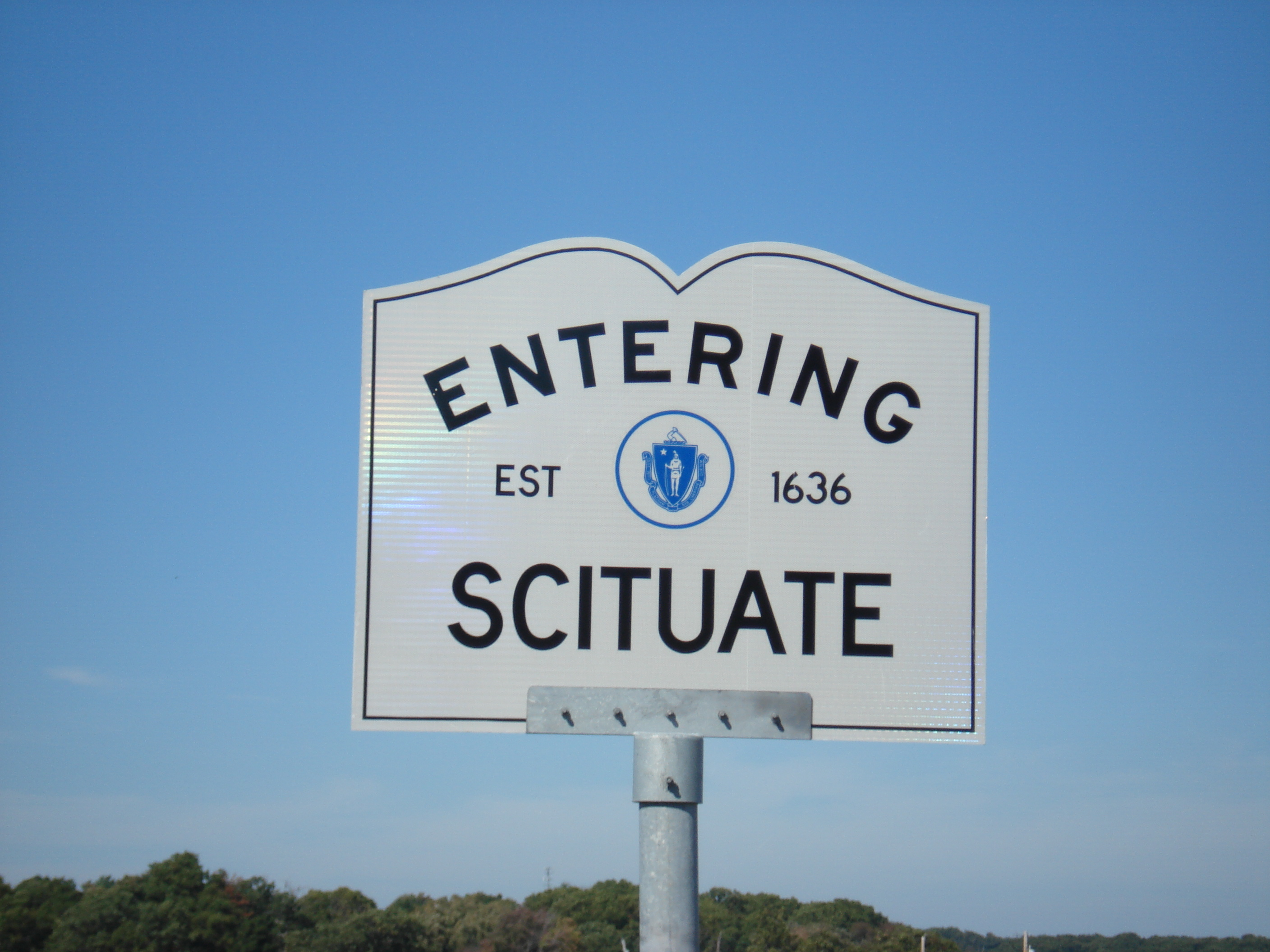
Skylt som visar var kommungränsen går